# Dorfkirche Dessow

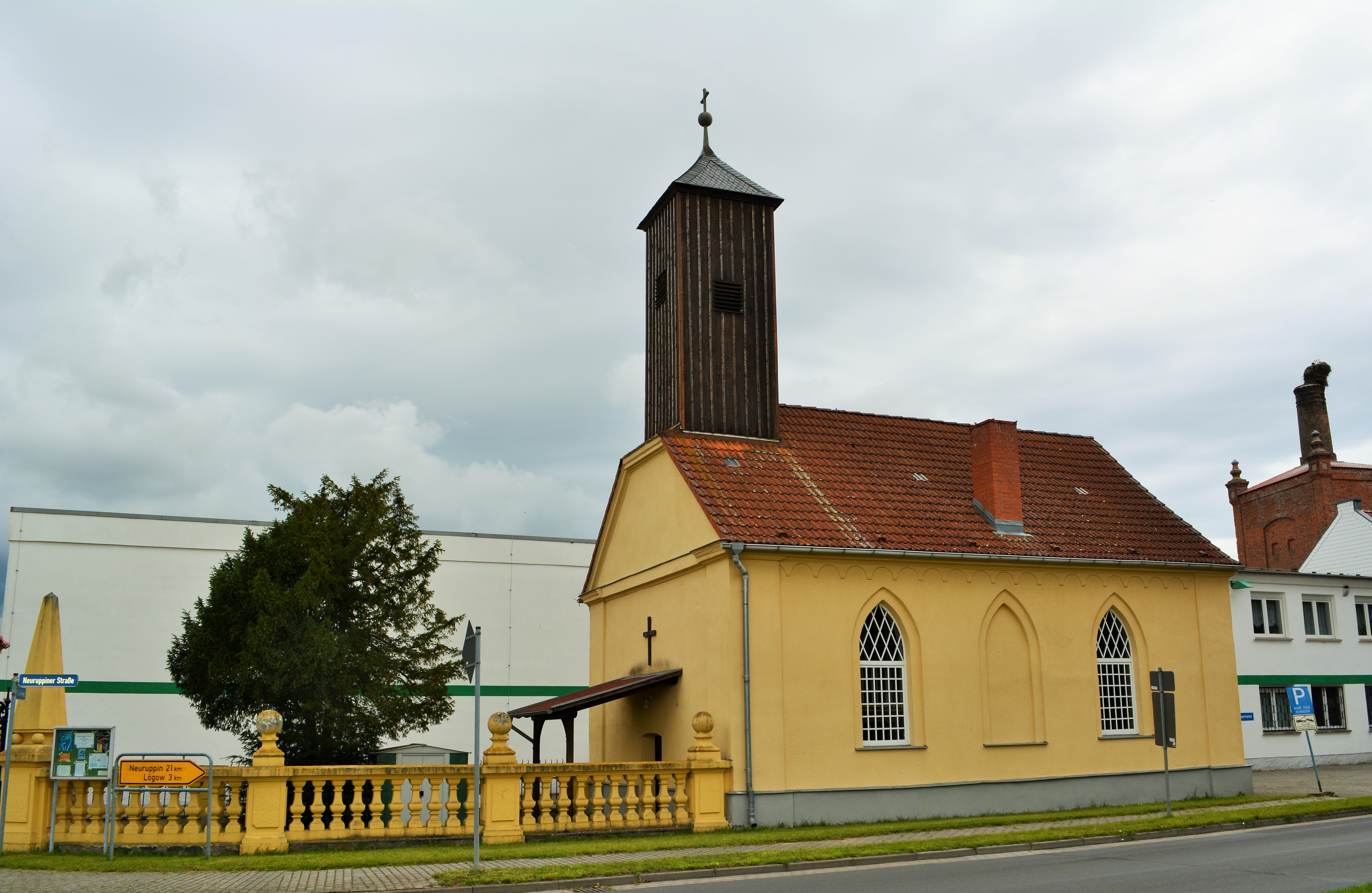
Dorfkirche Dessow

Die evangelische, denkmalgeschützte Dorfkirche Dessow steht in Dessow, einem Ortsteil der Gemeinde Wusterhausen/Dosse im Landkreis Ostprignitz-Ruppin von Brandenburg. Die Kirchengemeinde gehört zum Pfarrsprengel Wusterhausen im Kirchenkreis Prignitz der Evangelischen Kirche Berlin-Brandenburg-schlesische Oberlausitz.

## Beschreibung
Die verputzte Saalkirche, eine ehemalige Gutskapelle, wurde um 1830 im neugotischen Baustil errichtet. Aus dem Satteldach ihres Langhauses erhebt sich hinter dem Giebel im Westen ein hölzerner, quadratischer Dachreiter, der hinter den Klangarkaden den Glockenstuhl beherbergt, und der mit einem schiefergedeckten Pyramidendach bedeckt ist. Die Glocke wurde 1802 von J. F. Thiele in Berlin gegossen. In die Fenster des Chors wurden um 1900 Glasmalereien eingefügt, in denen der heilige Paulus und Johannes der Evangelist dargestellt sind. 
Zur Kirchenausstattung gehören eine polygonale Kanzel aus dem ersten Viertel des 17. Jahrhunderts, in deren Brüstungen die schreibenden vier Evangelisten dargestellt sind, und ein sechseckiges, hölzernes Taufbecken von 1652. An der Wand hinter dem Altar hängt ein Ölgemälde aus dem 18. Jahrhundert, auf dem die Beweinung Christi zu sehen ist.